# Mikael Håfström
Jan Mikael Håfström (født 1. juli 1960 i Lund) er en svensk filminstruktør og manuskriptforfatter. Han er bror til den svenske journalist Dan Håfström.
Mikael Håfström har studeret film i Stockholm og New York. Efter studierne arbejdede han som instruktørassistent på SVT-Kanal 1 Drama og som manuskriptforfatter. Han blev tildelt en Guldbagge i 2002 for manuskriptet til Leva livet.
Efter succes i hjemlandet med film som Kopps og Ondskab (med Andreas Wilson i hovedrollen) fik han i 2005 lavet sin første Hollywood-film: Derailed, med Clive Owen og Jennifer Aniston i hovedrollerne. Efter dette har han fortsat sin karriere i Hollywood med store film som 1408, baseret på en roman af Stephen King, og Shanghai (2010) med internationale stjerner som Chow Yun-Fat, John Cusack og Ken Watanabe.

## Filmografi
- 2013 – Escape Plan
- 2007 – 1408
- 2005 – Derailed
- 2004 – Strandvaskaren (manus & instruktion)
- 2003 – Ondskab (manus & instruktion)
- 2003 – Kopps (manus)
- 2001 – Leva livet (manus & instruktion)
- 1999 – Sjätte dagen (TV) instruktion)
- 1997 – Chock 1 – Dödsängeln (TV) (instruktion)
- 1997 – Chock 2 – Kött (TV) (manus)
- 1996 – Skuggornas hus (TV) (instruktion)
- 1995 – Vendetta (TV) (instruktion)
- 1992 – Botgörarna (TV) (manus & instruktion)
- 1992 – Hassel - De giriga (TV) (manus & instruktion)
- 1989 – Terrorns finger (TV) (instruktion)